# Alstroemeria arnicana
Alstroemeria arnicana es una especie fanerógama, herbácea, perenne y rizomatosa perteneciente a la familia de las alstroemeriáceas. Es una planta endémica de Brasil, especialmente descrito en el estado de Goiás. Es un geófito tuberoso y crece principalmente en el bioma tropical seco por estaciones.